# (R)-3-amino-2-metilpropionat-piruvat transaminaza
-3-amino-2-metilpropionat-piruvat transaminaza (EC 2.6.1.40, -3-aminoizobutirat-piruvatna transaminaza, beta-aminoizobutirat-piruvatna aminotransferaza, -3-aminoizobutirat-piruvatna aminotransferaza, -3-aminoizobutirat-piruvatna transaminaza, (R)-3-amino-2-metilpropionatna transaminaza, D-beta-aminoizobutirat:piruvatna aminotransferaza) je enzim sa sistematskim imenom (R)-3-amino-2-metilpropanoat:piruvat aminotransferaza. Ovaj enzim katalizuje sledeću hemijsku reakciju
()-3-amino-2-metilpropanoat + piruvat {\displaystyle \rightleftharpoons } 2-metil-3-oksopropanoat + L-alanin
Ovaj enzim, zajedno sa EC 2.6.1.22, (S)-3-amino-2-metilpropionat transaminazom, posreduje interkonverziju enantiomera 3-amino-2-metilpropanoata.

## Literatura
- Nicholas C. Price; Lewis Stevens (1999). Fundamentals of Enzymology: The Cell and Molecular Biology of Catalytic Proteins (Third изд.). USA: Oxford University Press. ISBN 019850229X.
- Eric J. Toone (2006). Advances in Enzymology and Related Areas of Molecular Biology, Protein Evolution (Volume 75 изд.). Wiley-Interscience. ISBN 0471205036.
- Branden C; Tooze J. Introduction to Protein Structure. New York, NY: Garland Publishing. ISBN 0-8153-2305-0.
- Irwin H. Segel. Enzyme Kinetics: Behavior and Analysis of Rapid Equilibrium and Steady-State Enzyme Systems (Book 44 изд.). Wiley Classics Library. ISBN 0471303097.

## Spoljašnje veze
- (R)-3-amino-2-methylpropionate---pyruvate+transaminase на 